# Гедз Віталій Анатолійович
Віталій Анатолійович Гедз (нар.14 травня 1980, с. Калинівка, Макарівський район, Київська обл.) — український історик, краєзнавець. Кандидат історичних наук (2009), директор Макарівського історико-краєзнавчого музею, член Національної спілки краєзнавців України (2012).

## Біографія
Народився 14 травня 1980 р. в с. Калинівка Макарівського району, що на Київщині. З 5-го класу зацікавився історією України.
Після закінчення Макарівської середньої школи № 2 вибрав спеціальність за інтересом — «історія», яку здобував у Київському національному університеті імені Тараса Шевченка у 1997—2002 рр.
У 2009 р. захистив кандидатську роботу на тему «Газети „Українське Слово“ та „Нове Українське Слово“ як джерело з історії України періоду Другої світової війни (1941—1943 роки)».
Трудову діяльність розпочав у вересні 2002 р. у Меморіальному комплексі «Національний музей історії Великої Вітчизняної війни 1941—1945 років», який з липня 2015 р. носить назву Національний музей історії України у Другій світовій війні. Меморіальний комплекс. З 2006 р. працював на посаді провідного наукового співробітника.
З 1 лютого 2016 р. працює на посаді директора Макарівського районного історико-краєзнавчого музею.

## Науковий доробок
Автор понад 50 наукових статей та численних публікацій у пресі, присвячених історії України в Другій світовій війні, Макарівського району Київської області тощо. Друкувався, зокрема, в журналі «Іменем Закону» газетах «Культура і життя», «Макарівські вісті» та ін.
Укладач видання:
- Фотокаталог. Макарів на перехресті віків. — К.: Вид-во Руслана Халікова, 2020. — 102 с. — ISBN 978-617-7565-51-1

Також є укладачем видань, присвячених полеглим під час Російсько-української війни, зокрема:
- Олексій Потапенко. Обірваний політ… / укл. Віталій Гедз, Надія Ащенко. — К.: Видавець Олег Філюк, 2018. — 32 с.
- Олександр Василець. Незламний сонях… / укладач В. Гедз. — К.: Видавець Олег Філюк, 2019. — 33 с.[1]
- Анатолій Сніжко. Герой і друг… / укладач В. Гедз. — К.: Видавець Олег Філюк, 2019. — 23 с.
- Руслан Присяжнюк. «Шаман-кіборг» / укладач В. Гедз. — К.: Видавець Олег Філюк, 2020. — 24 с.
- Олександр Давидчук. Від Афгану до «Айдару»… / упоряд. Є. В. Букет, В. А. Гедз. — К.: Видавничий дім «Українська культура», 2020. — 32 с. — ISBN 978-966-97958-1-6
- Віталій Костенко. Янгол-охоронець / [уклад.: В. Гедз, В. Ругаль]. — Київ: Руслан Халіков [вид.], 2021. — 31 с. : фот. кольор. — (Пам'ять нації). — ISBN 978-617-7565-68-9
- Олександр Ільницький. Олег, Сашко, «Барнюха». — Київ: Руслан Халіков [вид.], 2022.[2]

## Громадська діяльність
Член Національної спілки краєзнавців України з 2012 року.
З квітня 2018 р. — адміністратор Всеукраїнської кампанії «Пам'ять нації». Є співавтором проекту «НепрOSTі листи».
Нагороджений Подяками Кабінету Міністрів України, Міністерства культури України та Верховної Ради України.